# Манкошев Луг
Манкошев Луг — деревня в Плюсском районе Псковской области. Входит в сельское поселение Плюсская волость.

## География
Деревня расположена у северо-западной окраины районного центра — посёлка Плюсса.

## Население
Численность населения деревни по оценке на конец 2000 года составляла 35 человек, по переписи 2002 года — 34 человека.